# Araeomolis haematoneura
Araeomolis haematoneura är en fjärilsart som beskrevs av James John Joicey och Talbot 1916. Araeomolis haematoneura ingår i släktet Araeomolis och familjen björnspinnare. Inga underarter finns listade i Catalogue of Life.